# Мухарем Баздул
Мухарем Баздул (серб. кир.: Мухарем Баздуљ; народився 19 травня 1977 р.) — боснійський, сербський письменник. Він є одним з провідних молодих письменників на Балканах.

## Біографія
Мухарем Баздул народився 19 травня 1977 року в місті Травнику. в мистецькій родині. Його мати — доктор медицини Нура Баздул Хубіяр, популярна письменниця, батько доктор Саліх Баздул — письменник. Мухарем закінчив університет у Сараєво, здобув ступінь магістра з англійської, англійської та американської літератури на філософському факультеті.
До 2009 року Мухарем Баздул працював журналістом журналу BH Dani, а з 2009 року до 2012 року — заступником головного редактора сараєвської щоденної газети «Ослободження».
Баздул живе і працює в Сербії з 2012 року. Він є громадянином Сербії. У 2016 році на знак особистого протесту він покинув редакцію белградського журналу «Време», у якому друкувався з 2003 року.
Він критикував балканські ліберальні кола за «пропаганду антисербських поглядів»
Мухарем Баздул одружений і має одну дитину.

## Творчість
Мухарем Баздул публікує літературні та публіцистичні тексти в багатьох журналах та газетах Боснії і Герцеговини, Сербії та регіону. Його книги перекладені та видані німецькою, англійською та польською мовами, а оповідання та есе — ще десятком інших мов. Усі його твори написані сербською мовою .
До січня 2018 року Мухарем Баздул опублікував сім романів, п'ять книг оповідань, дві книги есе і одну книгу сонетів.

## Нагороди
Твори Мухарема Баздула шанують у Боснії і Герцеговині та Сербії. У 2014 році він отримав дві найвищі сербські журналістські нагороди: премію «Данас» «Станіслав Сташа Марінкович», яка присуджується за журналістську мужність та особливі досягнення в журналістському розслідуванні та аналітичній діяльності, та нагороду Асоціації журналістів Сербії «Богдан Тірнаніч» — за кращий коментар. У 2013 році він отримав нагороду Асоціації журналістів БіГ як «найкращий журналіст в категорії друкованих ЗМІ».